# Нурмабаш
Нурмаба́ш (тат. Нормабаш) — деревня в Кукморском районе Республики Татарстан, в составе Байлянгарского сельского поселения.

## Этимология названия
Топоним произошёл от гидронима «Норма» (Нурминка) и гидрографического термина татарского происхождения «баш» (начало, исток).

## География
Деревня находится в верховье реки  Нурминка, в 14 км к западу от районного центра, города Кукмора.

## История
Основание деревни относят ко второй половине XVII  века.
В сословном плане, вплоть до 1860-х годов жители деревни относились к государственным крестьянам. Их основными занятиями в то время были земледелие, скотоводство, валяльно-войлочный промысел. 
По сведениям из первоисточников, в 1859 году в деревне действовала мечеть, в начале XX столетия — мечеть, мектеб.
С 1931 года в деревне работали коллективные сельскохозяйственные предприятия, с 2000 года — сельскохозяйственные предприятия в форме ООО.
Административно, до 1920 года деревня относилась к Мамадышскому уезду Казанской губернии, с 1920 года — к Мамадышскому кантону, с 1930 года (с перерывом) — к Кукморскому району Татарстана.

## Население
Динамика
По данным переписей, население деревни увеличивалось с 61 души мужского пола в 1782 году до 800 человек в 1920 году. В последующие годы численность населения деревни уменьшалась и в 2017 году составила 113 человек.
Национальный состав
Согласно результатам переписи 2002 года, в национальной структуре населения села татары составляли 92% из 120 человек.

## Экономика
Полеводство, молочное скотоводство.

## Социальные объекты
Клуб.

## Религиозные объекты
Мечеть.